# Charles Hampden-Turner
Charles Hampden-Turner est un chercheur et auteur néerlandais spécialiste — concurremment aux travaux de Geert Hofstede — des valeurs (sociologie) d'entreprise, de la culture d'entreprise et plus spécialement du multiculturalisme et de l'entreprise multiculturelle.
Il a écrit la plupart de ses livres sur ce sujet en collaboration étroite avec Fons Trompenaars.

Les sept dimensions de la culture